# Rosetta LeNoire
Rosetta LeNoire (* 8. August 1911 in New York City als Rosetta Olive Burton; † 17. März 2002) war eine US-amerikanische Schauspielerin.
Schon mit 15 Jahren trat sie zusammen mit ihrem Taufpaten Bill „Bojangles“ Robinson auf. 1939 schaffte sie es mit ihm zusammen auf den Broadway. Das Stück hieß „The Hot Mikado“. Ab 1968 leitete sie ihr eigenes Musical-Theater, ein non-profit-Unternehmen mit multikultureller Besetzung. Dafür erhielt sie den Richard L. Coe Award. Bekannt wurde sie vor allem durch ihre Rolle in der US-Sitcom Alle unter einem Dach (Originaltitel: „Family Matters“). Sie starb am 17. März 2002 im Alter von 90 Jahren an Diabetes.

## Filmografie (Auswahl)
- 1952: Springfield Story (Guiding Light, Fernsehserie)
- 1957: The Green Pastures (Fernsehfilm)
- 1972: Fritz the Cat (Sprechrolle)
- 1975: Guess Who’s Coming to Dinner (Fernsehfilm)
- 1975: Die Sunny Boys (The Sunshine Boys)
- 1978: Fantasy Island (Fernsehserie, Folge 1x06)
- 1979: Mandy’s Grandmother (Kurzfilm)
- 1982: Kein Platz für Benny (Benny’s Place, Fernsehfilm)
- 1983: Daniel
- 1984: Moskau in New York (Moscow on the Hudson)
- 1984: Der Typ vom anderen Stern (The Brother from Another Planet)
- 1984: Verheiratet mit einem Star (Lily in Love)
- 1985: Zum Teufel mit den Kohlen (Brewster’s Millions)
- 1985–1987: Gimme a Break (Fernsehserie, 16 Folgen)
- 1987–1989: Amen (Fernsehserie, 8 Folgen)
- 1989–1997: Alle unter einem Dach (Family Matters, Fernsehserie, 110 Folgen)
- 1998: Cosby (Fernsehserie, Folge 3x07)